# Xã Maple Valley, Quận Sanilac, Michigan
Xã Maple Valley (tiếng Anh: Maple Valley Township) là một xã thuộc quận Sanilac, tiểu bang Michigan, Hoa Kỳ. Năm 2010, dân số của xã này là 1.221 người.